# Mary Nolan
Mary Nolan, all'anagrafe Mary Imogene Robertson, (Louisville, 18 dicembre 1902 – Hollywood, 31 ottobre 1948), è stata un'attrice e ballerina statunitense.

## Biografia
Nata Mary Imogene Robertson nel 1902, Mary Nolan girò tutti i suoi primi film con il suo vero nome Imogene Robertson. Dal nativo Kentucky, nel 1919, si trasferisce a New York, dove trova lavoro come modella. Viene scoperta da Florenz Ziegfeld che le cambia il nome in Imogene Wilson (il primo di tre nomi che assumerà l'attrice). Alle Follies, diventa famosa con il soprannome di "Bubbles".

### Interludio tedesco
Il suo debutto cinematografico fu in un film tedesco, Wenn die Liebe nicht wär'!. La showgirl lasciò infatti gli Stati Uniti a causa di una relazione con l'attore Frank Tinney: accusato di averla picchiata, lei lo citò in giudizio. L'uomo era sposato e lo scandalo nato dalla denuncia gli fece perdere il lavoro da Ziegfeld il quale licenziò anche Imogen. Tinney partì per la Germania e Bubbles andò via con lui, ma la loro storia finì poco dopo. L'attrice restò poi in Europa due anni, girando numerosi film.

### Hollywood
Ritornata negli Stati Uniti nel 1927, adottò il nome di Mary Nolan. Lavorò nel cinema e, nella sua breve carriera hollywoodiana, girò una ventina di film. Ma già nel 1933, a 31 anni, lasciò gli schermi. Denunciò l'amante Eddie Mannix, potente executive della MGM di averla picchiata fino alla perdita dei sensi, chiedendo mezzo milione di dollari di danni - ricoverata per settimane a seguito delle lesioni all'addome assunse per la prima volta la morfina di cui diventerà dipendente.
Nel 1937 finì in galera per un conto non pagato.
Quando tornò a Hollywood, non riuscì più a trovare lavoro. Tossicodipendente, visse i suoi ultimi anni insieme alla sorella Mabel Rondeau. Impiegò un anno per scrivere un libro di memorie che vendette a una casa editrice. Stava negoziando per cedere i diritti per farne un film, quando dovette essere ricoverata in ospedale per malnutrizione. Morì il 31 ottobre 1948, a 46 anni, per un arresto cardiaco dovuto a ingestione di barbiturici.

## Filmografia
- Wenn die Liebe nicht wär'!, regia di Robert Dinesen  (con il nome Imogene Robertson) (1925)
- Das Parfüm der Mrs. Worrington, regia di Franz Seitz -  (con il nome Imogene Robertson)  (1925)
- Die Feuertänzerin, regia di Robert Dinesen -  (con il nome Imogene Robertson)   (1925)
- Die unberührte Frau, regia di Constantin J. David -  (con il nome Imogene Robertson)  (1925)
- Fünf-Uhr-Tee in der Ackerstraße, regia di Paul L. Stein -  (con il nome Imogene Robertson)  (1926)
- Unser täglich Brot, regia di Constantin J. David -  (con il nome Imogene Robertson)  (1926)
- Eleven Who Were Loyal  (con il nome Imogene Robertson)  (1926)
- Die elf schillschen Offiziere, regia di Rudolf Meinert -  (con il nome Imogene Robertson)  (1926)
- Wien, wie es weint und lacht, regia di Rudolf Walther-Fein, Rudolf Dworsky (con il nome Imogene Robertson)  (1926)
- Das süße Mädel, regia di Manfred Noa -  (con il nome Imogene Robertson)  (1926)
- Die Welt will belogen sein, regia di Peter Paul Felner (con il nome Imogene Robertson)  (1926)
- Die Abenteuer eines Zehnmarkscheines, regia di Berthold Viertel (con il nome Imogene Robertson)  (1926)
- Die Königin des Weltbades, regia di Victor Janson (con il nome Imogene Robertson)  (1926)
- Das Panzergewölbe, regia di Lupu Pick (con il nome Imogene Robertson)  (1926)
- Il romanzo di una mannequin (Die Mädchen von Paris), regia di Victor Janson -  (con il nome Imogene Robertson)  (1927)
- Erinnerungen einer Nonne, regia di Arthur Bergen -  (con il nome Imogene Robertson) (1927)
- Halloh - Caesar!, regia di Reinhold Schünzel -  (con il nome Imogene Robertson) (1927)
- Topsy and Eva, regia di Del Lord e, non accreditati, D.W. Griffith e Lois Weber (1927)
- Padre (Sorrell and Son), regia di Herbert Brenon  (1927)
- Good Morning, Judge, regia di William A. Seiter - (con il nome Imogene Robertson)  (1928)
- Legione straniera (The Foreign Legion), regia di Edward Sloman (1928)
- Verborgene Gluten, regia di Einar Bruun (con il nome Imogene Robertson) (1928)
- La serpe di Zanzibar (West of Zanzibar), regia di Tod Browning (1928)
- Silks and Saddles, regia di Robert F. Hill (1929)
- Notti nel deserto (Desert Nights), regia di William Nigh (1929)
- Charming Sinners, regia di Robert Milton (1929)
- La geisha di Shanghai (Shanghai Lady), regia di John S. Robertson   (1929)
- Il faro delle tempeste (Undertow), regia di Harry A. Pollard  (1930)
- La mongolfiera della morte (Young Desire), regia di Lewis D. Collins (1930)
- Gli uomini della notte (Outside the Law), regia di Tod Browning (1930)
- Enemies of the Law, regia di Lawrence C. Windom (1931)
- X Marks the Spot, regia di Erle C. Kenton (1931)
- The Big Shot, regia di Ralph Murphy (1931)
- Docks of San Francisco, regia di George B. Seitz (1932)
- The Midnight Patrol, regia di Christy Cabanne (1932)
- File 113, regia di Chester M. Franklin (1933)